# El Candado
El Candado es una urbanización perteneciente al barrio El Palo, distrito Este, de la ciudad andaluza de Málaga, España. Según la delimitación oficial del ayuntamiento, limita al norte con el barrio de Finca El Candado; al este, con terrenos no urbanizados y la ronda este de la A-7; al oeste, con los barrios de La Pelusilla, La Pelusa, Playa Virginia y El Chanquete; y al sur, con mar.
En este barrio se encuentra el puerto de El Candado.

## Transporte
En autobús está conectado al resto de la ciudad mediante las siguientes líneas de la EMT: 
| Línea | Trayecto                | Recorrido | Frecuencia |
| ----- | ----------------------- | --------- | ---------- |
| 11    | Universidad - El Palo   | Recorrido | 5 minutos  |
| 29    | Jarazmín - El Palo      | Recorrido | 60 minutos |
| N1    | Puerta Blanca - El Palo | Recorrido | 5 minutos  |

Líneas de autobús interurbano adscritas al Consorcio de Transporte Metropolitano del Área de Málaga:
| Líneas interurbanas | Líneas interurbanas                        | Líneas interurbanas  | Líneas interurbanas |
| Línea               | Trayecto                                   | Recorrido y Horarios | Plano               |
| ------------------- | ------------------------------------------ | -------------------- | ------------------- |
| M-160               | Málaga-Rincón de la Victoria-Cotomar       | Recorrido y Horarios | Plano               |
| M-161               | Málaga-Totalán                             | Recorrido y Horarios | Plano               |
| M-163               | Málaga-Los Rubios                          | Recorrido y Horarios | Plano               |
| M-260               | Málaga-Vélez Málaga (por Torre Benagalbón) | Recorrido y Horarios | Plano               |
| M-261               | Málaga-Benagalbón-Moclinejo                | Recorrido y Horarios | Plano               |
| M-262               | Málaga-Benagalbón-Almáchar                 | Recorrido y Horarios | Plano               |
| M-362               | Málaga-Nerja (por Torre Benagalbón)        | Recorrido y Horarios | Plano               |
| M-363               | Málaga-Torrox (por Torre Benagalbón)       | Recorrido y Horarios | Plano               |
| M-364               | Málaga-Periana (por Torre Benagalbón)      | Recorrido y Horarios | Plano               |
| M-365               | Málaga-Riogordo (por Torre Benagalbón)     | Recorrido y Horarios | Plano               |